# Белтон (Јужна Каролина)
Белтон (енгл. Belton) град је у америчкој савезној држави Јужна Каролина.

## Демографија
По попису из 2010. године број становника је 4.134, што је 327 (-7,3%) становника мање него 2000. године.
| Група             | 2000.         | 2010.         |
| Белци             | 3.529 (79,1%) | 3.282 (79,4%) |
| Афроамериканци    | 781 (17,5%)   | 685 (16,6%)   |
| Азијати           | 12 (0,3%)     | 12 (0,3%)     |
| Хиспаноамериканци | 80 (1,8%)     | 77 (1,9%)     |
| Укупно            | 4.461         | 4.134         |